# Ella Greenslade
Ella Greenslade, née le 8 avril 1997 à Wellington (Nouvelle-Zélande), est une rameuse néo-zélandaise. Elle est médaillée d'argent olympique en huit féminin en 2021 à Tokyo.

## Jeunesse
Elle fait des études d'histoire de l'art à l'Université d'Otago. En 2021, elle rejoint l'Université d'État de Washington.

## Carrière
Elle fait partie de l'équipage du huit qui remporte la médaille d'or aux Championnats du monde 2019. Aux Jeux olympiques d'été de 2020, elle est médaillée d'argent en huit féminin avec l'équipage néo-zélandais derrière les Canadiennes.

## Palmarès

### Jeux olympiques
- médaille d'argent en huit féminin aux Jeux olympiques d'été de 2020 à Tokyo

### Championnats du monde
- médaille d'or en huit féminin aux Championnats du monde 2019 à Ottensheim